# Georg Wenner
Georg Wenner (* 5. Juni 1903 in Wanne; † 1964) war ein deutscher Kaufmann und SS-Führer.

## Leben
Wenner studierte nach dem bestandenen Abitur Staats- und Rechtswissenschaften und schloss das Studium 1927 als Diplom-Kaufmann ab. 1932 promovierte er zum Dr. rer. pol. Nach Studienabschluss war Wenner als Betriebsprüfer tätig. Anfang Mai 1937 trat Wenner der NSDAP (Mitgliedsnummer 4.619.985) bei. Ab Mitte Oktober 1940 leitete Wenner beim Stab W im Hauptamt Verwaltung und Wirtschaft die Abteilung Steuern, Finanzen und Buchhaltung. Diese Funktion führte Wenner auch nach Gründung des SS-Wirtschafts- und Verwaltungshauptamtes (SS-WVHA) von Februar 1942 bis zum Januar 1945 fort. Bei der Deutsche Wirtschaftsbetriebe GmbH war Wenner zudem ab 1941 Prokurist. Anfang Mai 1942 wurde Wenner Angehöriger der Waffen-SS und Februar 1943 bis Januar 1945 war er Fachführer im Rang eines Obersturmführers bei der SS. Anfang Februar 1945 wurde Wenner in der Endphase des Zweiten Weltkrieges noch zum Volkssturm beziehungsweise Wehrmacht oder Waffen-SS zum Kriegsdienst eingezogen.
Über sein Nachkriegsschicksal ist nichts bekannt.